# Xiangcheng, Zhangzhou
Xiangcheng är ett stadsdistrikt i staden Zhangzhou på prefekturnivå i provinsen Fujian i sydöstra Kina. 
Xiangcheng är indelat i sju stadsdelsdistrikt, två köpingar och två administrativa enheter på sockennivå.
Stadsdelsdistrikt (jiedao):

- Dongputou (东铺头街道)
- Nankeng (南坑街道)
- Shiting (石亭街道)
- Tongbei (通北街道)
- Xiangkou (巷口街道)
- Xinqiao (新桥街道)
- Xiqiao (西桥街道)
- Zhishan (芝山街道)

Köpingar (zhen):

- Punan (浦南镇)
- Tianbao (天宝镇)

Områden på sockennivå:
- Tianbao Linchang skogsbruk (天宝林场)
- Xiangcheng Qu Nainiu Chang jordbruk (芗城区奶牛场)